# DeMar DeRozan (singolo)
DeMar DeRozan è un singolo del rapper statunitense Comethazine, pubblicato il 12 dicembre 2018.

## Tracce
1. DeMar DeRozan – 1:25